# Cetățeni
Cetățeni est une commune roumaine située dans le județ d'Argeș.